# Guadalop
El Guadalop (nom en català i aragonès; Guadalope en castellà) és un afluent del marge dret de l'Ebre amb una longitud de 160 km i una superfície de conca hidrogràfica de 3.890 km² aproximadament, és el riu més regulat d'Aragó. Té al seu curs els embassaments de Santolea, Calanda i Civan, a Casp; així com La Estanca d'Alcanyís i l'embassament de Berge, al seu afluent Guadalopillo. Els seus afluents són, pel marge dret, el Bergantes, el Fortanet, el Bordón i el Mesquí, i per l'esquerra l'Aliaga i el Guadalopillo.
Neix a la serra de Gúdar, prop de les poblacions de Villarroya de los Pinares i Miravete de la Sierra, a la província de Terol. Al final del seu recorregut aporta un cabal a l'Ebre de 265 hm³ l'any aproximadament.

## Embassaments
Actualment els recursos estan regulats principalment per sis embassaments: Aliaga, a la capçalera del riu Guadalop (0,9 hm³ d'embassament útil); Calanda (54,30 hm³) i Santolea (52,60 hm³) al curs mitjà, i Casp (81 hm³) al curs baix. Al riu Guadalopillo es troba l'embassament de Gallipuén (16 hm³), al municipi de Berge, i finalment l'embassament de L'Estanca d'Alcanyís (7 hm³), que rep les aigües del Guadalop a través d'un canal.

## Estat dels embassaments
- Estat de l'embassament de Santolea
- Estat de l'embassament de Calanda
- Estat de l'embassament de Casp
- Estat de l'embassament d'Alcanyís